# Solpugema fissicornis
Solpugema fissicornis är en spindeldjursart som beskrevs av Lawrence 1968. Solpugema fissicornis ingår i släktet Solpugema och familjen Solpugidae. Inga underarter finns listade i Catalogue of Life.